# NGC 7331
NGC 7331 (również PGC 69327 lub UGC 12113) – galaktyka spiralna (Sbc), zwrócona do nas krawędzią dysku, znajdująca się w gwiazdozbiorze Pegaza w odległości około 50 milionów lat świetlnych. Została odkryta 5 września 1784 roku przez Williama Herschela. Galaktyka ta jest najjaśniejszym członkiem grupy NGC 7331.

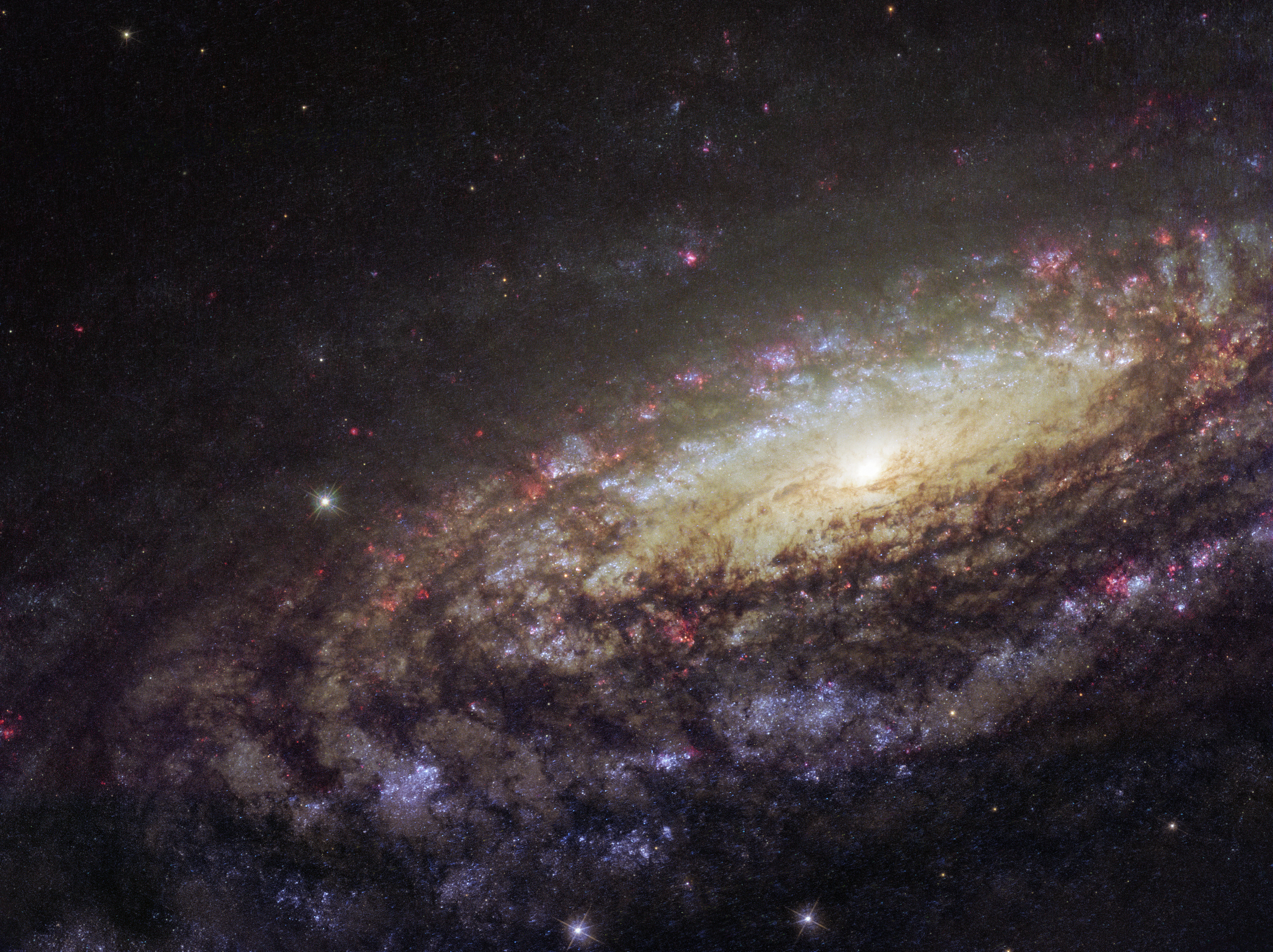
Zdjęcie wykonane przez Kosmiczny Teleskop Hubble’a

Galaktyka NGC 7331 wykazuje wiele podobieństw do Drogi Mlecznej. Podobieństwa te obejmują rozkład gwiazd, całkowitą masę, wzór spirali, a także obecność w jądrze galaktyki monstrualnej czarnej dziury.
W dobrych warunkach i przy zastosowaniu teleskopu o aperturze około 100 mm można dostrzec jako wydłużoną plamę.
W galaktyce tej zaobserwowano supernowe SN 1959D, SN 2013bu i SN 2014C.